# 千浜海岸
千浜海岸（ちはまかいがん、英語: Chihama Beach）は、遠州灘に面した日本の海岸。

## 地勢

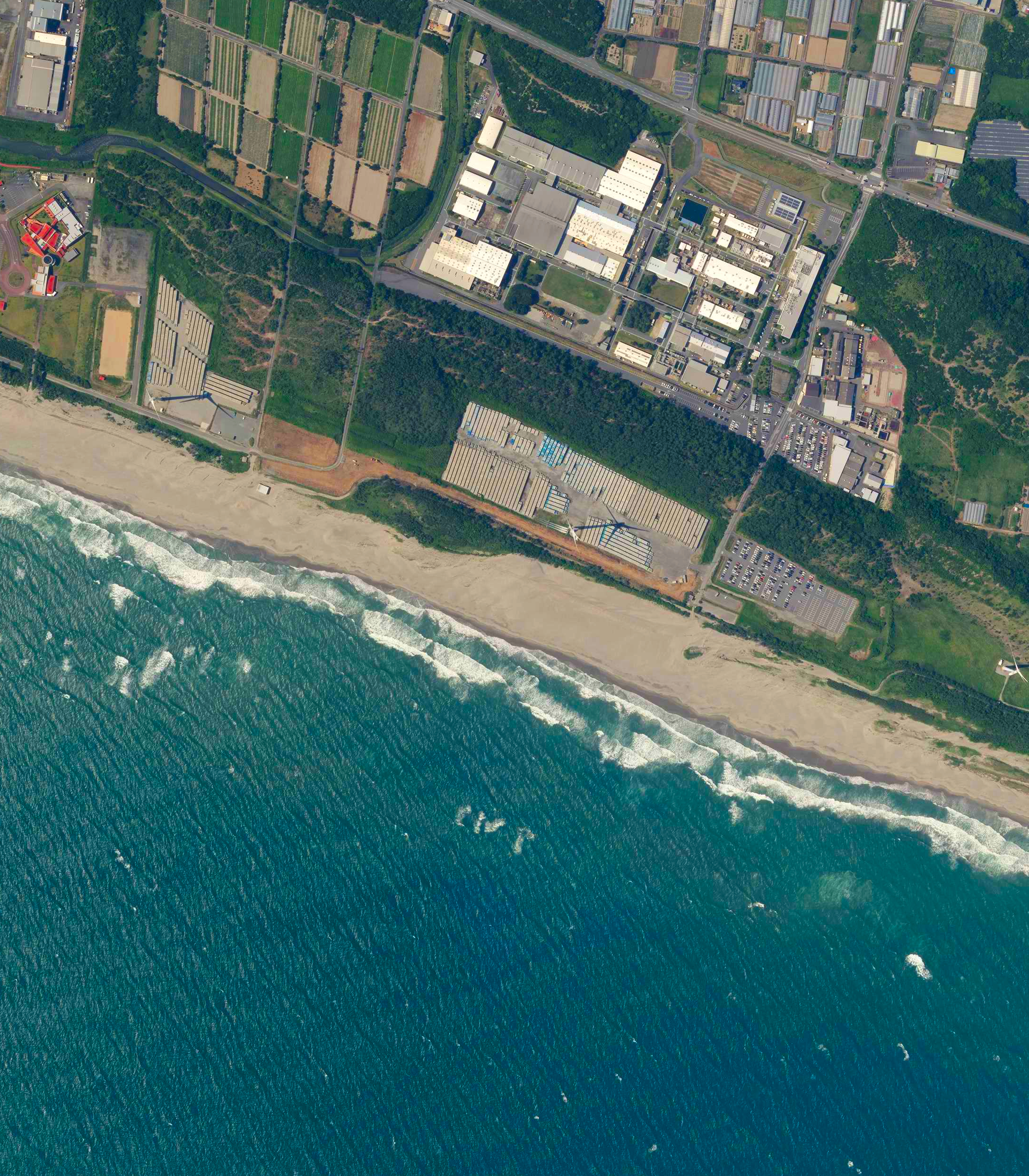
千浜海岸の航空写真（2020年6月16日）

かつての静岡県城東郡千浜村、現在の静岡県掛川市に位置しており、遠州灘に面している海岸である。海沿いに砂浜が広がっており、近隣の国安海岸の砂浜や浜岡砂丘などとともに南遠大砂丘の一角を構成している。なお、千浜海岸をはじめとする附近の海岸一帯は、かつての静岡県小笠郡大浜町に位置しているため、それらを総称して大浜海岸と呼ばれる。

## 自然

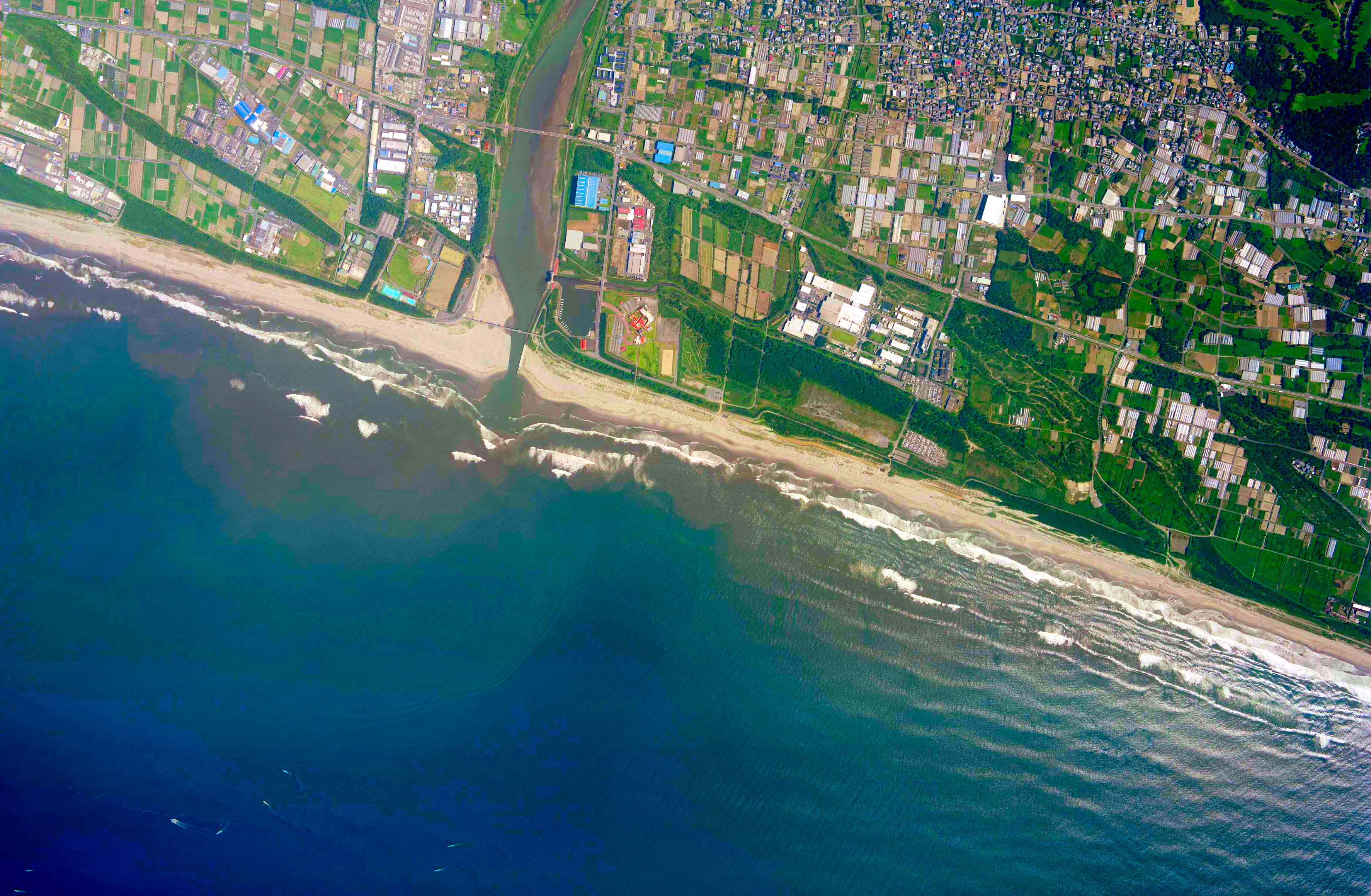
南遠大砂丘を構成する国安海岸（左）と千浜海岸（右）の航空写真（2009年8月4日）

年間を通じて温暖な気候であり、冬になっても雪はほとんど降らない。その代わり、冬になると強い北西風が吹き荒れることで知られており、「遠州のからっ風」と称されている。この強い風を利用し、千浜海岸の周辺では風力発電が盛んにおこなわれている。たとえば、千浜海岸のすぐ隣では、くろしお風力発電が遠州掛川風力発電所の一部を設置している。また、千浜海岸の周辺では、かつての静岡県小笠郡大東町が新エネルギー・産業技術総合開発機構と合同で風力発電施設を設置し、中部電力が御前崎風力発電所を設置している。さらに、くろしお風力発電が遠州掛川風力発電所の一部と浜野風力発電所を設置している。
また、千浜海岸には、ハマヒルガオをはじめ、さまざまな生物が生息しており、その貴重な自然環境を保護する取り組みも進められている。たとえば、千浜海岸は、ハマゴウの生育地として知られている。千浜海岸のハマゴウの群落は「遠州灘の最高地点に位置する群落」と目されており、最大級の砂丘と厚みのある群落の取り合わせが特徴的である。伊良湖岬や浜松五島海岸とともに、千浜海岸は「遠州灘海岸の三大ハマゴウ群落地」の一つと位置づけられている。近年、日本では砂浜の減少によりハマゴウの生育地が減少しており、千浜海岸でも群落地を含むエリアで防潮堤の建設が予定されている。掛川市役所では、この位置に防潮堤がないと背後地に津波が到達するとしており、保全を要する植物については移植等の措置を講じている。

## 産業
かつては漁業が盛んであり、地引き網漁なども行われていた。主にサバ、アジ、イワシなどが獲れていたが、時にはサメの子も獲れたという。

## 観光
千浜海岸からは太平洋が一望できるとともに、長く続く砂浜を眺めることができる。風力発電所の風車群と白砂清松の取り合わせというユニークな風景が広がっている。なお、千浜海岸は遠州灘に面しているが、遠州灘は極めて海流が速いため遊泳は禁止されている。したがって、海水浴場としては利用できない。また、「太平洋岸自転車道」を構成する静岡県道376号浜松御前崎自転車道線が1990年代に開通したため、この道でサイクリングを楽しむ者も多い。

## 交通
かつては静岡鉄道により駿遠線が敷設され、千浜海岸の近くには千浜駅が設置されていた。しかし、1964年（昭和39年）に千浜駅を含む区間が廃止され、駿遠線自体も1970年（昭和45年）に廃止された。

## 全景

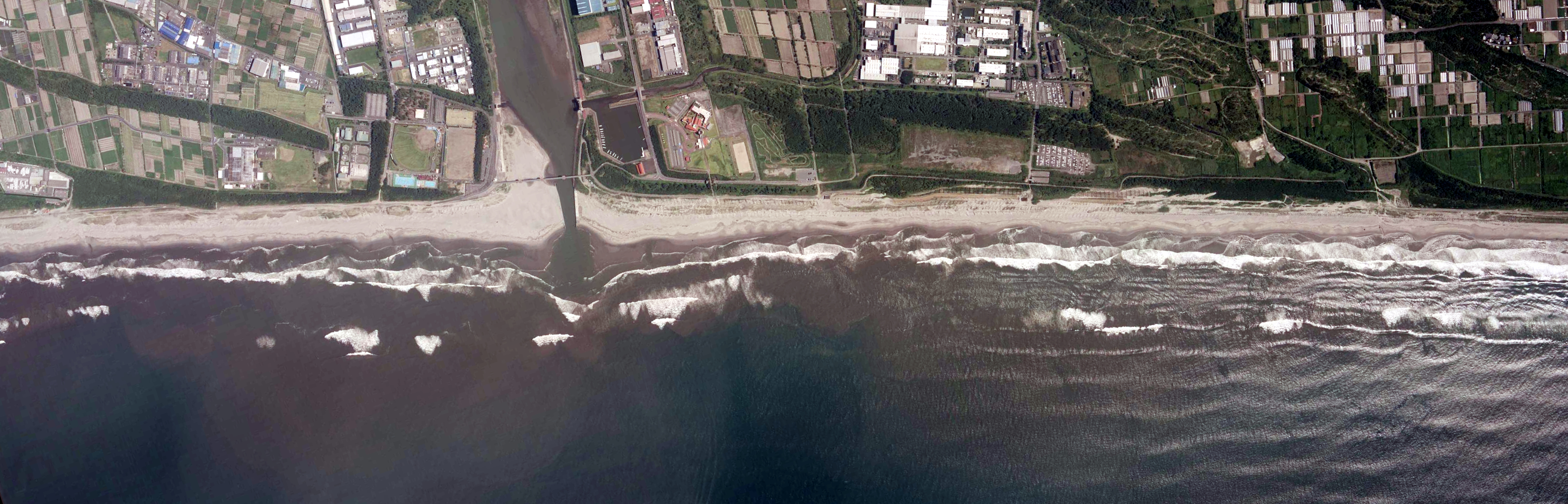
南遠大砂丘を構成する国安海岸（左）と千浜海岸（右）の航空写真（2009年8月4日）

### 註釈
1. ↑  静岡県城東郡千浜村は、国安村、国包村、坂里村と合併し、1889年に新千浜村が設置された。静岡県城東郡は、佐野郡と合併し、1896年に小笠郡が設置された。それにともない、静岡県城東郡千浜村は、小笠郡千浜村となる。静岡県小笠郡千浜村は、大坂村と合併し、1956年に大浜町が設置された。
2. ↑  静岡県小笠郡大東町は、旧掛川市、大須賀町と合併し、2005年に新掛川市が設置された。

## 関連人物
- 笠原鯥太郎